# Barão da Torre de Pero Palha
Barão da Torre de Pero Palha é um título nobiliárquico criado por D. Luís I de Portugal, por Decreto de 12 de Agosto de 1866, em favor de Hugh Owen.
Titulares
1. Hugh Owen, 1.º Barão da Torre de Pero Palha.

Após a Implantação da República Portuguesa, e com o fim do sistema nobiliárquico, usou o título: 
1. António Maria Owen Pinheiro Torres, 2.º Barão da Torre de Pero Palha.